# Perhamita
La perhamita és un mineral de la classe dels fosfats que pertany i dona nom al grup de la perhamita. Rep el nom en honor de Frank Croydon Perham (n. 5 de març de 1934), geòleg i miner de pegmatites de West Paris, Maine, EUA, en honor a la seva dedicació a la recuperació d'espècimens minerals.

## Característiques
La perhamita és un fosfat de fórmula química Ca₃Al7.7Si₃P₄O23.5(OH)14.1·8H₂O. Es tracta d'una espècie aprovada per l'Associació Mineralògica Internacional, i publicada per primera vegada el 1977. Cristal·litza en el sistema trigonal. La seva duresa a l'escala de Mohs és 5. Es troba relacionada estructuralment amb la crandal·lita, però no és membre del grup de la plumbogummita. Visualment és semblant a la iangreyita.
Segons la classificació de Nickel-Strunz, la perhamita pertany a «08.DO - Fosfats, etc, amb CO₃, SO₄, SiO₄» juntament amb els següents minerals: girvasita, voggita, peisleyita, krasnoïta, saryarkita-(Y), micheelsenita, parwanita i skorpionita.
L'exemplar que va servir per a determinar l'espècie, el que es coneix com a material tipus, es troba conservat a les col·leccions mineralògiques del Museu Nacional d'Història Natural, l'Smithsonian, situat a Washington DC (Estats Units), amb el número de registre: 135740.

## Formació i jaciments
Va ser descrita a partir de mostres recollides al pou Bell i a la pedrera Dunton Gem, ambdues ubicades a la localitat de Newry, al comtat d'Oxford (Maine, Estats Units). També ha estat descrita en altres indrets dels Estats Units, així com a Bolívia, Àustria, França, Espanya, Alemanya, la República Txeca, Noruega i Austràlia. Als territoris de parla catalana ha estat descrita únicament a les mines de Can Tintorer, a Gavà (Baix Llobregat, Barcelona).